# 1906년 중간 올림픽 육상 남자 고대 원반던지기
1906년 중간 올림픽 육상 남자 고대 원반던지기는 그리스 아테네에서 개최된 1906년 중간 올림픽 육상의 세부 종목이다. 1906년 5월 1일에 진행되었고 10개국에서 21명의 선수가 참가하였다.

## 경기장
| 도시   | 경기장              | 원어명             | 로마자               | 비고    |
| ------ | ------------------- | ------------------ | -------------------- | ------- |
| 아테네 | 파나티나이코 경기장 | Παναθηναϊκό στάδιο | Panathinaiko Stadium | 전 경기 |

## 경기 결과
| 순위 | 선수                            | 1      | 2      | 기록   | 비고 |
| ---- | ------------------------------- | ------ | ------ | ------ | ---- |
| 1    | 베르네르 얘르비넨 (FIN)         | 34.470 | 35.170 | 35.170 |      |
| 2    | 니콜라오스 게오르간타스 (GRE)   | 32.800 | 불명   | 32.800 |      |
| 3    | 무딘 이스트반 (HUN)             | 31.780 | 31.910 | 31.910 |      |
| 4    | 마틴 셰리던 (USA)               | 불명   | 불명   | 31.500 |      |
| 5    | 룬트제르 죄르지 (HUN)           | 불명   | 불명   | 30.260 |      |
| 6    | 프란티셰크 소우체크 (BOH)       | 불명   | 불명   | 27.550 |      |
| 7    | 미로슬라프 슈스테라 (BOH)       | 불명   | 불명   | 27.080 |      |
| -    | 에릭 레밍 (SWE)                 | 불명   | 불명   | 불명   |      |
| -    | 앙드레 티송 (FRA)               | 불명   | 불명   | 불명   |      |
| -    | 헤이키 오흘만 (FIN)             | 불명   | 불명   | 불명   |      |
| -    | 우노 하그만 (FIN)               | 불명   | 불명   | 불명   |      |
| -    | 앙드레 데스파르주 (FRA)         | 불명   | 불명   | 불명   |      |
| -    | 카를 칼텐바히 (GER)             | 불명   | 불명   | 불명   |      |
| -    | 빌리 되르 (GER)                 | 불명   | 불명   | 불명   |      |
| -    | 미카일 도리자스 (GRE)           | 불명   | 불명   | 불명   |      |
| -    | 게오르기오스 파파크리스투 (GRE) | 불명   | 불명   | 불명   |      |
| -    | 바실리오스 파파게오르기우 (GRE) | 불명   | 불명   | 불명   |      |
| -    | 슈트러우스 쥴러 (HUN)           | 불명   | 불명   | 불명   |      |
| -    | 다비드 미할리 (HUN)             | 불명   | 불명   | 불명   |      |
| -    | 알베르토 마스프로네 (ITA)       | 불명   | 불명   | 불명   |      |
| -    | 로버트 에지런 (USA)             | 불명   | 불명   | 불명   |      |

## 메달리스트
| 금                         | 은                               | 동                     |
| 베르네르 얘르비넨 · 핀란드 | 니콜라오스 게오르간타스 · 그리스 | 무딘 이스트반 · 헝가리 |

## 참고 자료
- (영어) “Athletics at the 1906 Athina Summer Games: Men's Discus Throw, Greek Style”. sports-reference.com. 2010년 8월 5일에 원본 문서에서 보존된 문서. 2018년 11월 28일에 확인함.
- (영어) De Wael, Herman. “Herman's Full Olympians: "Athletics 1906".”. 2016년 3월 5일에 원본 문서에서 보존된 문서. 2018년 11월 28일에 확인함.